# Parvilucina pectinella
Parvilucina pectinella is een tweekleppigensoort uit de familie van de Lucinidae. De wetenschappelijke naam van de soort is voor het eerst geldig gepubliceerd in 1852 door C.B. Adams.